# Diego Ângelo
Diego Ângelo de Oliveira (* 12. Februar 1986 in Anápolis) ist ein ehemaliger brasilianischer Fußballspieler.

## Karriere

### Brasilien
Seine Fußballlaufbahn begann 2005 bei FC Santos. Hier blieb der Spieler bis 2006 unter Vertrag. Im März 2007 wechselte er zum brasilianischen Zweitligisten Ituano. Sein erstes Pflichtspiel absolvierte er am 12. Mai und erzielte am 10. Juli beim 3:1-Sieg gegen den FC Paulista sein erstes Tor.

### Europa
Im September 2007 verließ er Brasilien und unterzeichnete einen Vertrag beim Naval 1º de Maio, einem Verein aus der 1. Liga in Portugal. Bereits in der ersten Saison etablierte er sich als Stammspieler, und in drei Jahren absolvierte er 88 Pflichtspiele. In der Saison 2009/10 zeichnete sich bereits im Laufe der Saison sein Abgang zum CFC Genua ab, und er unterzeichnete einen Vorvertrag bei dem italienischen Serie-A-Klub.
Obwohl er dort im Mai 2010 am Trainingsbetrieb teilnahm und sogar ein Vorbereitungsspiel für die Italiener absolvierte, wurde er wegen der neuen Nicht-EU-Ausländerregelung des italienischen Fußballverbandes ausgeliehen, da er der letzte Neuzugang war. Somit unterzeichnete er, auf Anraten seines neuen Teamkollegen Pelé, einen Vertrag bei Eskişehirspor.
Zu Beginn der Saison 2010/11 wurde er von Rıza Çalımbay nicht berücksichtigt, kam somit zu keinem Einsatz. Nach dessen Entlassung wurde er prompt zum Stammspieler und blühte unter dem neuen Coach Bülent Uygun auf. Sein erstes Tor für die Mannschaft aus Eskişehir erzielte er am 15. Spieltag beim 2:2 gegen Kayserispor. Seit dem 26. Dezember 2010 ist Diego nur noch bei Eskişehirspor unter Vertrag. Der Verein zog die Option und verpflichtete ihn bis zum 31. Mai 2013.
Im Sommer 2015 wechselte er innerhalb der Süper Lig zum Aufsteiger Antalyaspor. Hier spielte er viereinhalb Jahre lang zog in der europäischen Wintertransferperiode 2019/20 zum Ligarivalen Kayserispor weiter. Zum Saisonwechsel verließ er den Klub und ging zu Gençlerbirliği Ankara. Hier beendete er seine aktive Laufbahn zum Saisonende 2020/21.